# Chakapara
Chakapara è una suddivisione dell'India, classificata come census town, di 24.212 abitanti, situata nel distretto di Howrah, nello stato federato del Bengala Occidentale. In base al numero di abitanti la città rientra nella classe III (da 20.000 a 49.999 persone).

## Geografia fisica
La città è situata a 22° 37' 56 N e 88° 20' 55 E e ha un'altitudine di 13 m s.l.m.

## Società

### Evoluzione demografica
Al censimento del 2001 la popolazione di Chakapara assommava a 24.212 persone, delle quali 12.602 maschi e 11.610 femmine. I bambini di età inferiore o uguale ai sei anni assommavano a 2.561, dei quali 1.309 maschi e 1.252 femmine. Infine, coloro che erano in grado di saper almeno leggere e scrivere erano 18.059, dei quali 9.982 maschi e 8.077 femmine.